# Breitspurbahn (Nationalsozialismus)

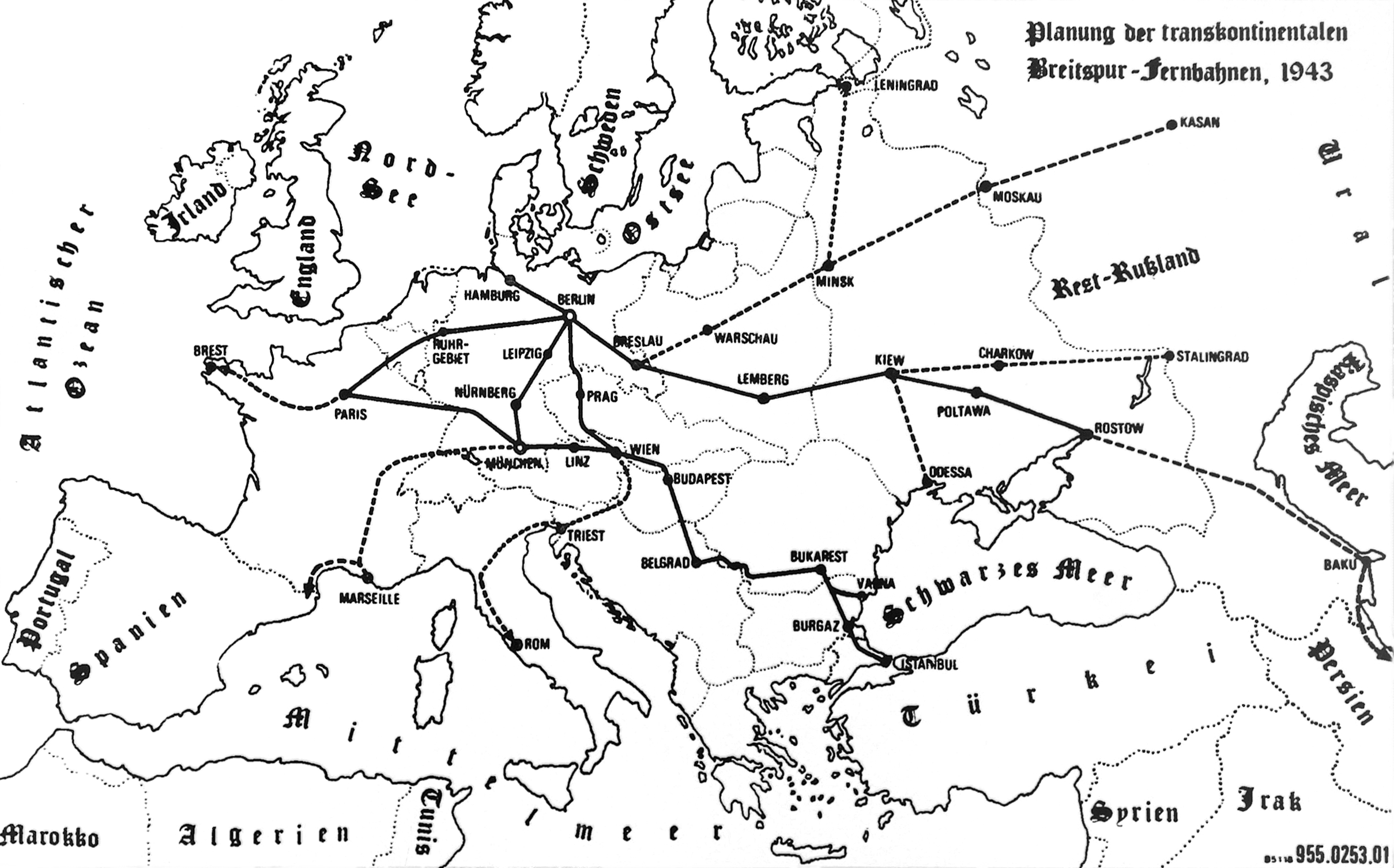
Streckenplanung 1943 (kein zeitgenössisch authentischer Plan)

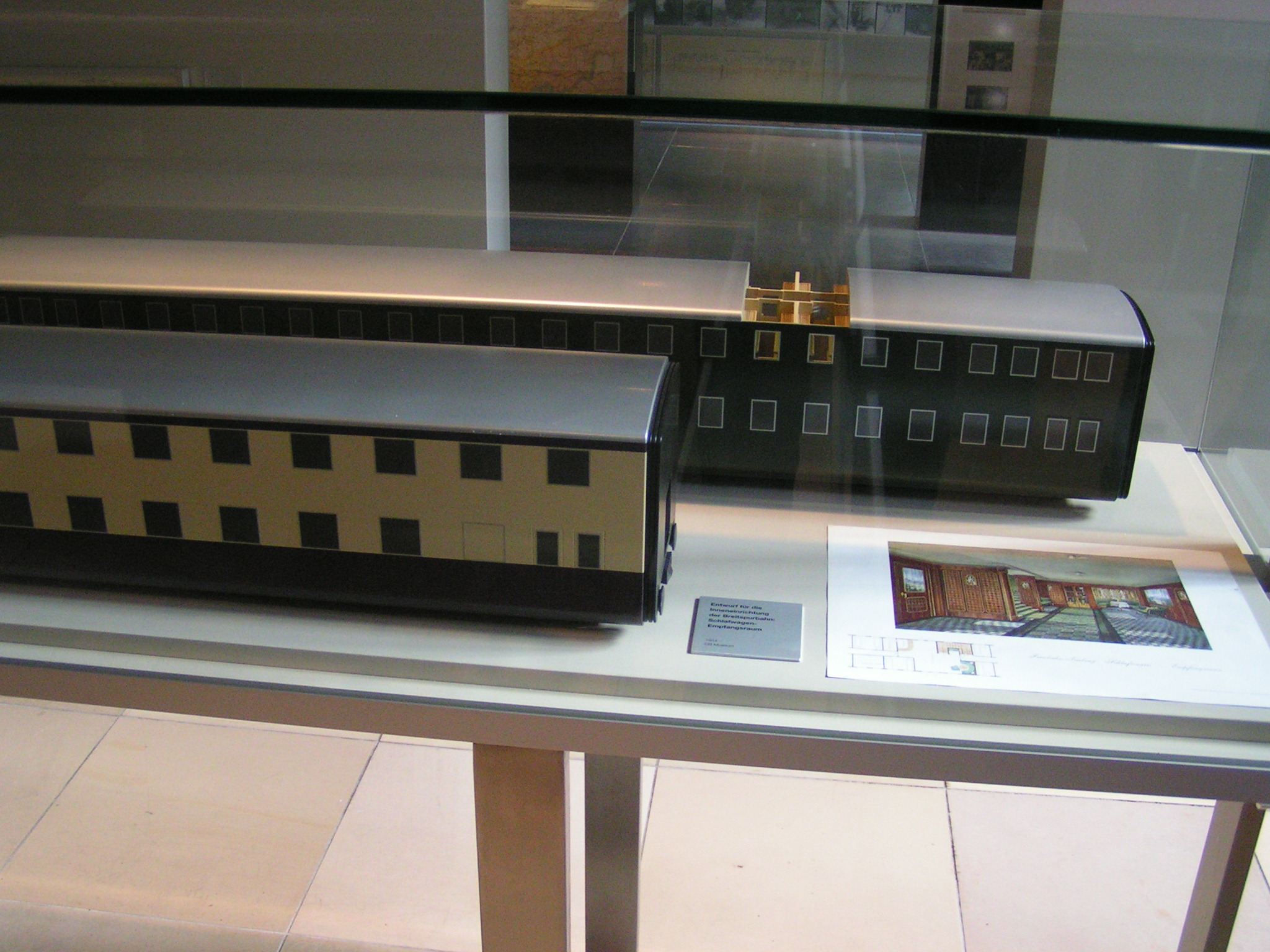
Modelle der doppelstöckigen Breitspurwagen im DB Museum

Die Breitspurbahn war eine von Mai 1942 bis in die letzten Kriegstage 1945 von der Deutschen Reichsbahn und der deutschen Bahntechnikindustrie geplante Breitspurbahn auf einer Spurweite von 3000 Millimetern. Das Projekt wurde von Adolf Hitler persönlich in die Wege geleitet, gelangte jedoch nicht zur Verwirklichung.

## Planungsgeschichte
Der Investitionsstau bei den deutschen Eisenbahnen in den späten 1930er Jahren war eine Folge des Ersten Weltkrieges und der mit Reparationsleistungen belasteten illiquiden Deutschen Reichsbahn. Nach der Wiederverstaatlichung der Deutschen Reichsbahn und dem Wirtschaftsaufschwung im Nationalsozialismus suchten Eisenbahnfachleute mit einem groß angelegtem Neubaustreckenprogramm die Flucht nach vorn – zu einer Zeit, als bereits der Bau von Reichsautobahnen favorisiert wurde. Gegen 1937 hatte z. B. Oberreichsbahnrat Günther Wiens Konzepte für ein Netz viergleisiger Fernbahnen mit erhöhter Achslast und Geschwindigkeiten von 200 km/h für Personen- und 100 km/h für Güterzüge vorgelegt, das kreuzungsfrei, ohne Städte zu durchqueren, das Land in Nord-Süd- und in Ost-West-Richtung durchziehen sollte.
Ab 1939 und besonders seit Beginn des Krieges gegen die Sowjetunion im Juni 1941 sollte der geplante „Lebensraum im Osten“ besonders für den Massengütertransport primär durch die Eisenbahn erschlossen werden. Hitler hielt Seeschiffe und auch Binnenschiffe für unzulängliche Verkehrsmittel. Die Autarkiebestrebungen des von Deutschland hegemonial dominierten Europas der nationalsozialistischen Zukunftsplanungen sollten ohnehin zu einem gewaltig gesteigerten Gütertransport führen; man rechnete 1941 mit einer Verdopplung des Güterumsatzes und einer Vervielfachung der durchschnittlichen Transportstrecke.
Nach dem von Hitler begeistert aufgenommenen Vorschlag Fritz Todts, eine Hochleistungs-Fernbahn („Reichsspurbahn“) mit erheblich breiterer Spurweite als die Regelspur zu bauen, verhallten alle Hinweise der Reichsbahn und der Experten ungehört, dass auch mit konventioneller Eisenbahntechnik alle denkbaren Beförderungsaufgaben zu bewältigen seien, dass niemand wisse, wie eine so groß dimensionierte Bahn auszulasten sei und dass die Inkompatibilität mit der normalspurigen Bahn erhebliche zusätzliche Infrastruktur erfordern würde. Alternativplanungen einer normalspurigen viergleisigen Fernbahn wurden verworfen. Von Beginn an galt die Breitspurbahn als persönliches Prestigeprojekt Adolf Hitlers. Seit 1937 waren auch Eisen, Rohstahl und Stahl knapp, unter anderem durch die Aufrüstung der Wehrmacht und den Ausbau des Westwalls.
An dem Projekt beteiligt waren Krauss-Maffei, Henschel, Borsig, BBC und Krupp.

## Konzept

Schema der Spurweiten

Nachdem Hitler im Mai 1942 Reichsbahn und Verkehrsministerium den Auftrag zur Entwicklung der Breitspurbahn erteilt hatte, wurde zunächst mit einer Spurweite von 4000 Millimetern gerechnet. Die in der späteren Denkschrift niedergelegten Planungen reduzierten diese jedoch auf 3000 Millimeter. Das Lichtraumprofil sollte dabei 7500 Millimeter hoch (mehr bei Einsatz einer Oberleitung) und 8000 Millimeter breit werden.
Der Oberbau sollte für eine Höchstgeschwindigkeit von 250 km/h und eine Achslast von 35 Tonnen ausgelegt werden. Es sollten circa 500 Meter lange Personenzüge mit weit über 1500 Reisenden und 1100–1200 Meter lange Güterzüge mit bis zu 10.000 Tonnen Gesamtmasse verkehren. Keine dieser Zahlen liegt wesentlich über dem, was heute auf normalspurigen Bahnen regelmäßig verkehrt. Der Güterverkehr sollte mit 100 km/h Höchstgeschwindigkeit erheblich schneller werden als damals üblich, durch große Umschlageinrichtungen für Massengüter und Wechselbehälter sollte er mit dem Zu- und Abbringerverkehr verbunden werden. Für den Personenverkehr war von Hitler selbst eine doppelstöckige, äußerst luxuriöse Bauweise befohlen worden. Für den Massentransport von Zwangsarbeitern waren Doppelstockwagen mit einfacher Ausstattung vorgesehen.
Die Trassen sollten viergleisig mit Trennung von Reisezug- und Gütergleisen gebaut werden; Knotenpunkte sollten vor allem Berlin (die „Reichshauptstadt“ sollte nach dem Sieg Nazi-Deutschlands in „Germania“ umbenannt werden) und München werden. Der Mitte 1943 geplante Bauumfang umschloss (für einen späteren Zeitpunkt vorgesehene Ergänzungsstrecken in Klammern):
- Ost-West-Trasse zur Erschließung der eroberten Gebiete: (Persien/Indien–Baku–) Rostow–Stalino–Poltawa (/Odessa/Stalingrad–Charkiw)–Kiew–Lemberg–Krakau–Kattowitz–Breslau–Cottbus–Berlin*–Hannover–Bielefeld–Ruhrgebiet (–Niederlande–Großbritannien/) –Aachen–Antwerpen–Gent–Paris (–Brest) und Aachen–Lüttich–Saint-Quentin–Paris; außerdem geplante Verlängerung von Berlin und Breslau nach Warschau, Minsk, Leningrad (–Finnland)/Moskau, Kasan (–Chabarowsk–Wladiwostok/–Kasachstan–Afghanistan–Indien/–Jakutsk–Alaska–Kanada–USA), Rostow–Moskau–Leningrad, und Hamburg und Berlin nach Königsberg, Riga (–Moskau)/Wilna (–Minsk–Kiew)
- Nord-Südost-Trasse: (Niederlande–) Hamburg–Wittenberge–Berlin–Leipzig–Gotha–Bamberg–Nürnberg–München–Simbach a.Inn–Linz–Wien–Preßburg–Budapest–Belgrad–Bukarest–Warna/Burgas–Istanbul (–Syrien), und Budapest–Bukarest
- Nord-Süd-Paralleltrasse: Berlin–Dresden–Aussig–Prag–Iglau–Znaim–Wien (–Triest–Rom)
- Ost-West-Trasse II: (Moskau–Kiew–Preßburg–) München–Augsburg–Stuttgart (–Ruhrgebiet/) –Karlsruhe (–Marseille–Spanien/) –Metz–Reims–Paris

Bahnsteighöhe:
- Hochbahnsteige: 1200–1500 Millimeter
- Niederflurbahnsteige: 200–550 Millimeter

Ausweiche-Gleislänge:
- Mindestens 1600 Meter

## Rollmaterial
Von der Fahrzeugindustrie und der Reichsbahnverwaltung wurde eine erhebliche Vielfalt an Rollmaterial, wie Lokomotiven, Triebzüge und Wagen für die Dreimeterspur konzipiert. Für die Lauftechnik der Fahrzeuge waren überwiegend vierachsige Drehgestelle bzw. Doppeldrehgestelle vorgesehen, die zwei zweiachsige Gestelle in einem Rahmen kombinieren, für größere Güterwagen auch sechsachsige Gestelle. Da die herkömmlichen Zug- und Stoßeinrichtungen für die hohen Längskräfte nicht ausgereicht hätten, wurden automatische Mittelpufferkupplungen (Janney- und SA3-Kupplung) vorgesehen. Für den Personenverkehr wurde die SA3-Kupplung, für den Güterverkehr die Janney-Kupplung favorisiert. Die Personenwagen sollten doppelstöckig konstruiert werden mit Klöntüren und Treppenstufen sowohl für Hoch- als auch Niederflurbahnsteige.

### Lokomotiven
In der Denkschrift sind 33 energieeigene und acht elektrische Entwürfe für Streckenlokomotiven enthalten, die alle damals erdenklichen Antriebsarten umfassen: Klassische Dampflokomotiven sind ebenso vertreten wie Dampfmotorlokomotiven, dampfturboelektrische, dampfturbomechanische, gasturboelektrische, gasturbomechanische, dieselhydraulische und dieselelektrische Lokomotiven. Die Entwürfe reichen von zwölf Achsen (3'Fo3') bei einer Länge von 28,4 Metern bis zu einem 52-achsigen Fahrzeug von 128 Metern Länge (Achsformel 2'Fo'Fo'2'+5T5+5T5+2'Fo'Fo'2').
In die engere Wahl kamen Schnellzuglokomotiven mit dieselhydraulischem oder turbomechanischem Antrieb (Dampf und Gas) mit SA3-Kupplung, für den Güterzugbetrieb wurden Dampfmotor- oder dampfturbomechanische Loks mit Janney-Kupplung favorisiert. Die vorgeschlagenen elektrischen Lokomotiven sind sich in ihrem Entwurf alle recht ähnlich und entsprechen dem damaligen Stand der Technik.
Die ausgewählten Typen leisten je nach Gewicht zwischen etwa 11.400 und 18.400 Kilowatt.

### Triebzüge
Für den Reisezugverkehr wurden Triebwagen konzipiert. Es existierten Entwürfe für fünfteilige diesel-elektrische, diesel-hydraulische und elektrische Triebzüge sowie einen achtteiligen elektrischen Triebzug. Die doppelstöckigen Konzepte mit Maschinenräumen, Promenadendecks, Bars, Aufenthaltsräumen, Pförtnerlogen und Treppenhäusern an den Wagenenden der Schlafwagen sowie einem zweigeschossigen Speisesaal erinnerten zum Teil stärker an Schiffs- als an Schienenfahrzeugbau.
Die für 250 km/h ausgelegten Triebzüge sollten in den fünfteiligen Varianten zwischen 12.800 und 18.000 Kilowatt leisten. Die achtteilige Variante war mit 28.800 Kilowatt Fahrmotorenleistung das wahrscheinlich stärkste je geplante Schienenfahrzeug der Welt.

### Reisezugwagen
Die für lokbespannte Züge geplanten Breitspur-Reisezugwagen waren durchweg achtachsig auf Doppeldrehgestellen geplant, 42 Meter lang, sechs Meter breit und sieben Meter hoch. Sie umfassten damit etwa neunmal so viel Raum wie ein damals gängiger vierachsiger Personenwagen. Es existieren Entwürfe für diverse Tageswagen:
- Personenwagen 1./2. Klasse (AB8ü): zwölf Abteile = 48 Plätze 1. Klasse, 24 Abteile = 144 Plätze 2. Klasse, Bar, Aufenthaltsraum, Leseraum, zwei Kofferräume, zwölf WCs
- Personenwagen 3. Klasse (C8ü): 56 Abteile und zwei Aufenthaltsräume = 460 Plätze, zwei Begleiterräume, zwölf WCs
- Personenwagen 1./2./3. Klasse (ABC8ü): acht Abteile = 32 Plätze 1. Klasse, 16 Abteile = 96 Plätze 2. Klasse, 32 Abteile = 256 Plätze 3. Klasse, zwei Begleiterräume, 16 WCs
- Speisewagen 1./2. Klasse: 130 Plätze an 24 Tischen, Anrichte, Küche, Spülraum, Arbeitsraum, Personalräume
- Personenwagen 3. Klasse mit Speiseraum 3. Klasse: 28 Abteile = 224 Plätze 3. Klasse, 176 Plätze im Speiseraum, Küche, Anrichte, Personalräume, drei WCs

Für die damals üblichen Gepäck- und Postdienste sowie die Autoverladung, die zusätzlich angeboten werden sollte:
- Gepäck-, Post- und Autoverladewagen: Gepäckräume, Paketraum, Briefraum, Personalkabinen, Kantine, Küche, Waschraum, Zugführer- und Lademeisterabteil, Post-Abrechnungsbüro, Autogarage mit ca. sechs Plätzen, Hundeställe
- Gepäck-, Post- und Autoverladewagen mit Flakeinrichtung: zwei Autogaragen, zwei Gepäck- und Posträume, Kantine, Hundeställe, Mannschaftsraum, Abteil für Zugführer, Ladeschaffner und Flakpersonal, Munitionskammer, Flakkuppel (2-cm-Mehrlingskanonen)

Schlafwagen:
- Schlafwagen 1./2. Klasse: 16 Abteile = 16 Betten 1. Klasse (= 32 Betten 2. Klasse), 19 Abteile = 41 Betten 2. Klasse (= 82 Betten 3. Klasse), Frühstücksraum, Teeküche, zwei Waschräume, zwei Kofferräume, Begleiterraum, zehn WCs
- Schlafwagen 1./2. Klasse mit Längs- und Querbetten: 50 Abteile = 50 Betten 1. Klasse (= 100 Betten 2. Klasse), Frühstücksraum, Teeküche, Anrichte, Frisierraum, Warteraum, Aufsichtsraum, Personal-Schlaf- und Wachräume, Kofferraum, fünf WCs
- Tages- und Nachtwagen 2. Klasse: 104 Abteile = 104 Plätze 2. Klasse (= 208 Plätze 3. Klasse), zwei Begleiterräume, zwölf WCs
- Tages- und Nachtwagen 3. Klasse: 44 Abteile = 264 Plätze 3. Klasse, Frühstücksraum, Kaffeeküche, zwei Waschräume, drei Begleiterräume, zwei Kofferräume, zehn WCs

Sonderwagen:
- Badewagen: Damen- und Herrenfrisiersalon, vier Wannenbäder, 20 Duschen, zwei Warteräume, Begleiterraum, zwei Wäscheausgaben, vier WCs
- Kinowagen: 196 Plätze
- Schlusswagen: vier Abteile = 16 Plätze 1. Klasse, acht Abteile = 32 Plätze 2. Klasse, zwanzig Abteile = 160 Plätze 3. Klasse, Aussichtsraum mit kaltem Buffet, Galerie, zwei Kofferräume, zehn WCs

Der Schlusswagen war als aerodynamischer Abschluss am Zugschluss gedacht, das flache Heck sollte als Aussichtskuppel ausgeführt werden.

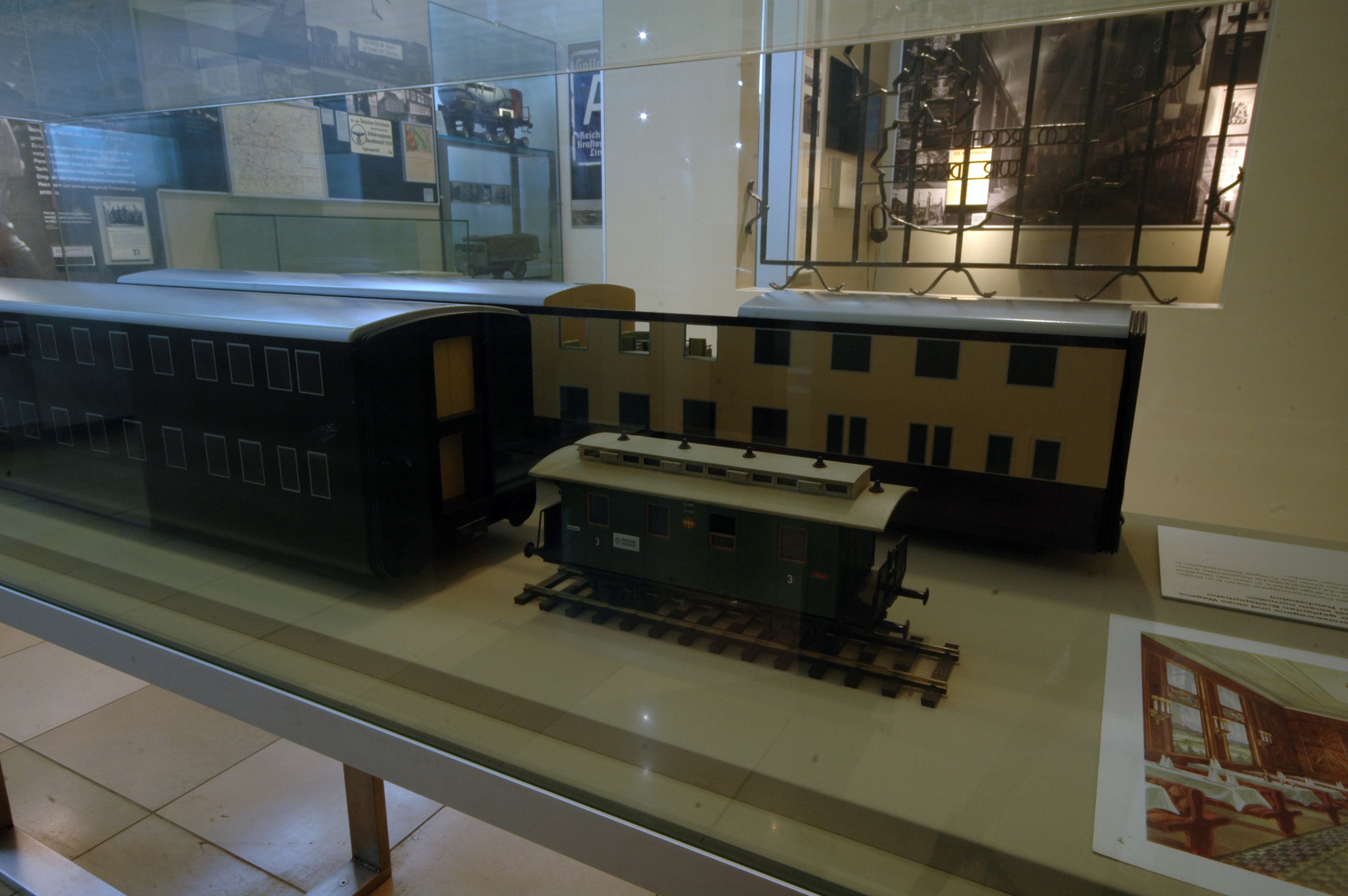
Modelle eines Schlafwagens und eines Transportwagens für „Ostarbeiter“ der von Hitler geplanten Breitspurbahn im DB-Museum Nürnberg

Des Weiteren waren „Ostarbeiterwagen“ und Großküchenwagen zu deren Essensversorgung geplant:
- Tages- und Nachtwagen für so genannte Ostarbeiter: 58 Ganz- und vier Halbabteile = 480 Plätze, Essensausgabe, Spülraum, Verkaufsstand, Personalraum, Speiseraum, zwei Begleiterräume, 18 WCs
- Großküchen-, Post- und Gepäckwagen: Gepäckraum, Postraum, Speise-, Wasch- und Schlafräume für Personal, Hundeställe, Großküche mit Kühlräumen

Von der Beschreibung her handelt es sich hierbei nicht um Wagen zur Beförderung von Zwangsarbeitern und Gefangenen, sie sollten im Komfort etwa den Fronturlauberzügen der Wehrmacht im Zweiten Weltkrieg entsprechen und der Beförderung von Saisonarbeitern dienen.

## Strecken

### Oberbau
Für den Oberbau der Breitspurbahn wurden verschiedene Konzepte in Betracht gezogen, darunter konventioneller Querschwellenoberbau mit Schwellen aus allen damals bekannten Materialien (Massivholz, Holzzwieschwelle, Stahl, Stahlbeton), Halbschwellenoberbau (dabei wäre jede Schiene auf eigenen schmalen Schwellen verlegt und diese durch einen schrägen Rost von Quereisen verbunden worden) sowie Längsschwellenoberbau bzw. „Gleismauer“, annähernd das, was heute als Feste Fahrbahn bezeichnet wird. Der oberbautechnische Teil der Breitspurbahn-Denkschrift kommt zu dem Schluss, dass in Anbetracht der Belastungen und des zukünftigen Wartungsaufwandes wohl die Gleismauerbauart am ehesten ausgeführt werden solle.
Dabei wären ins Planum zwei, oben durch eine Querplatte verbundene, Spannbetonmauern eingelassen worden. Auf jeder Mauer sollte eine Schiene elastisch gelagert werden, entweder auf einer durchgehenden Edelstahlfeder oder auf Gummistreifen. Punktförmige Lagerungen mit Schraubenfeder- oder Gummielementen, wie sie in den heute in Deutschland verwirklichten festen Betonoberbauten eingesetzt werden, wurden in Betracht gezogen und zugunsten des durchgehenden „Schwingplattenoberbaus“ verworfen.
Als Vorteil des durchgehenden Betonoberbaus wurde geltend gemacht, dass der breite Querraum zwischen den Schienen als Unterhaltungsweg und Militärstraße nutzbar gewesen wäre.

### Stromzuführung
Für die elektrisch betriebenen Lokomotiven, die sogenannten „Nicht-Energieeigenen Triebfahrzeuge“, musste eine Stromzuführung entworfen werden. Die Elektrifizierung der europäischen Bahnen befand sich in den 1930er und 1940er Jahren gerade erst im Aufbau. In Deutschland geschah das mit dem im Wesentlichen auch heute noch genutzten Einphasenwechselstromsystem mit 15 Kilovolt Spannung und einer Frequenz von 16 2⁄3 Hertz in einer die Strecke überspannenden Oberleitung. Erlassen des Reichsverkehrsministers Julius Dorpmüller aus dem Jahr 1941 zufolge sollte dieses System auch bei der Breitspurbahn Anwendung finden. Da die Leistung der projektierten Lokomotiven aber erheblich größer als bei allen Normalspur-E-Loks war, hätte der übliche Fahrdrahtquerschnitt nicht mehr für die nötige Stromstärke ausgereicht. Deshalb wurde erwogen, die Fahrdrahtspannung auf 50 Kilovolt oder sogar 100 Kilovolt und die Frequenz auf 50 bis 60 Hertz (Dreiphasen- oder Einphasenwechselstrom) zu erhöhen.
Die Planungen wurden im April 1943 insofern hinfällig, als Hitler anordnete, der Fahrstrom der Breitspurbahn dürfe nicht über eine Oberleitung, sondern müsse per seitlicher Stromschiene zugeführt werden. Angegebener Grund waren militärische Transportaufgaben und die Einsatzfähigkeit der ebenfalls per Führerentscheid mitzuführenden Flakwagen. Die Übertragung der verlangten Leistungen von bis zu 22.000 Kilowatt über eine seitliche Stromschiene ist wegen der hohen nötigen Spannungen und der daraus resultierenden großen Sicherheitsabstände (drei Meter Schutzabstand bei 50 Kilovolt Spannung) quasi nicht durchführbar. Bis Kriegsende wurden diese Planungsinkonsistenzen nicht aufgehoben. Ebenfalls nicht über Planungsüberlegungen hinaus gingen die Vorhaben, die für den Bahnstrom nötigen Kraftwerke längs der projektierten Strecken zu errichten.

## Verbindung mit Hitlers Städtebauplanungen
Die Idee von der „Eisenbahn der Superlative“ entsprach dem Monumentalstil der teils verwirklichten, größtenteils aber durch den Krieg vereitelten Bauvorhaben für die Reichshauptstadt. Ein Beispiel dieser Planungen war die Berliner Nord-Süd-Achse.
In Berlin sollten zwei gigantische Bahnhöfe am Nord- und Südende der genannten Monumentalachse die existierenden Kopfbahnhöfe ersetzen. Aufgrund der erwarteten zu großen Anballung an zwei Bahnhöfen wurden später noch ein Ost- und Westbahnhof an den Stellen der Bahnhöfe Westkreuz bzw. Ostkreuz geplant. Der Südbahnhof sollte dabei größer werden als der Grand Central Terminal in New York, damals und bis heute der größte Bahnhof der Welt. Es gab auch zumindest eine Zeit lang die Planung, die Breitspurbahn aufgeständert über dieser Achse von Bahnhof zu Bahnhof zu führen.
Die Einführung und Kreuzung der Breitspurstrecken in München sollte im neu zu bauenden Hauptbahnhof auf ausdrücklichen Führerbefehl in der Mitte der Gleishalle, nicht am Rand oder gar in einem Tiefgeschoss vorgesehen werden. Der als Galeriebahnhof in Dammlage ohnehin deplatzierte Bau, der in seiner Ausführung als kreisrunder Kuppelbau mit dem Kuppelumgang als einziger Gleisquerungsmöglichkeit (bei nahezu 300 m Hallendurchmesser) verkehrstechnisch sehr ungünstig war, wurde dadurch weiter verzögert, da die Halle durch die neuen Gleise nicht deutlich größer werden durfte. Auch ließ sich die Einführung der elektrifizierten Breitspurgleise weder mit Oberleitung noch mit Stromschiene zufriedenstellend bewerkstelligen, da im ersten Falle die Hallenhöhe, im zweiten Falle durch die notwendigen Schutzabstände die Bahnsteigabstände problematisch wurden. Man verfiel daher auf die „Lösung“, keine Fahrleitung zu verlegen und die Breitspurzüge in der Gleishalle mit Dampfspeicherlokomotiven zu rangieren.
In Nürnberg sollte das Reichsparteitagsgelände neben dem konventionellen auch einen Breitspurbahnanschluss erhalten.
Auch in Linz war ein großangelegter Bahnhofsneubau geplant, durch den die Breitspurbahn verlaufen sollte.